# Adelino Joaquim Pereira Soares de Castro
Adelino Joaquim Pereira Soares de Castro (Alvaredo, 17 de janeiro de 1913 — Lisboa, ?), foi um jornalista, escritor, etnógrafo e investigador português, que passou parte da sua vida em Moçambique, onde exerceu funções administrativas em vários pontos do país. Foi também um dos principais colaboradores e impulsionadores do Museu Nacional de Etnografia de Nampula e autor de numerosos trabalhos sobre etnografia moçambicana. Assinava as obras apenas como Soares de Castro.

## Biografia
Nascido a 17 de janeiro de 1913 em Alvaredo, concelho de Melgaço, Adelino Joaquim Pereira Soares de Castro era filho de Adelino José Pereira, professor primário, natural de Castro Laboreiro, e de Rosalina Soares de Castro, natural de Alvaredo, ambos oriundos de famílias modestas de Melgaço.
Com apenas 16 anos de idade, em 1929, enquanto se encontrava de férias escolares, começou a colaborar no jornal semanário republicano independente da terra “Notícias de Melgaço", e apenas dois anos depois, em 1931, embarcou para Lourenço Marques, Moçambique, onde continuou a trabalhar na área do jornalismo, para além de ter desempenhado alguns cargos administrativos na antiga colónia portuguesa ao longo dos anos.
Em 1956, após ter escrito vários livros e ensaios no campo do estudo da etnografia moçambicana, tornou-se no principal impulsionador do único museu nacional de Moçambique não localizado em Maputo, o antigo Museu Comandante Eugénio Ferreira de Almeida, actual Museu Nacional de Etnografia de Nampula, que tinha como objetivo mostrar «as artes e costumes indígenas», através de uma exposição que revelava o «mundo de expressões de um povo, o seu sentido estético e a sua aptidão criadora».
Faleceu em Lisboa, sem deixar descendência.

## Obras
- Pinturas rupestres do Niassa (artigo) - Lourenço Marques: Boletim da Sociedade de Estudos de Moçambique, Nº 41, 1940
- Os Achirimas: ensaio etnográfico - Lourenço Marques: Imprensa Nacional de Moçambique, 1941[7]
- Os Lómoè no Larde: alguns apontamentos de Soares de Castro - Lourenço Marques: Boletim Geral das Colónias, nº 304, 1950
- Os Lómuès do Larde - Lourenço Marques: Sociedade de Estudos de Moçambique, 1952
- O funcionamento de uma Escola Agrícola no Larde - Lourenço Marques: Sociedade de Estudos de Moçambique, 1953
- Resenha histórica do Larde - Lourenço Marques: Boletim da Sociedade de Estudos de Moçambique, Ano XXIV, n.º 86, 1954[8][9]
- Pinturas Ruprestes do Niassa - Lourenço Marques: Boletim da Sociedade de Estudos de Moçambique, Ano XXVI, n.º 98, 1956
- Folclore indígena no norte da província (artigo) - Paralelo 20 (1954-1961), nº 2, 1957
- Apontamentos para a história de uma jovem cidade - Boletim do Museu de Nampula - vol 1, 1960[10]
- Breves considerações sobre "Maimo" do distrito de Moçambique - Boletim do Museu de Nampula - vol 1, 1960[11]
- A pré-história de entre Ligonha e Rovuma - Boletim do Museu de Nampula - vol 2, 1961[12]
- A cerâmica gentílica no Norte de Moçambique - Boletim do Museu de Nampula - vol 2, 1961[13]
- Tatuagens, mutilações, adornos e vestuário no País da Macuana - Boletim do Museu de Nampula - vol 2, 1961[14]
- Artes plásticas no norte de Moçambique - Boletim do Museu de Nampula - vol 2, 1961
- Plano de recolha e catalogação da filosofia sentenciosa e do folclore dos negros de Moçambique - Boletim do Museu de Nampula - vol 2, 1961